# Hagunda IF
Hagunda IF ist ein schwedischer Unihockeyverein aus Uppsala. Die Herrenmannschaft spielt in der Svenska Superligan.

## Geschichte
Der Verein entstand aus der Fusion von Vänge GoIK, Skogstibble AIF und Ålands SK. Die Unihockeyabteilung wurde 1992 ins Leben gerufen. Bis 2017 spielten sowohl die Herren- wie auch die Damenmannschaft in der Div 1. 2017 steigen die Herren von der Div 1 Östra Svealand in die Allsvenskan auf.
2021 stieg der Verein mit dem deutschen Ex-Nationalspieler Fredrik Holtz in die SSL auf.

## Stadion
Seine Heimspiele trägt der Verein in der IFU Arena aus. Die Sporthalle wurde speziell für den Zweck von Unihockeyspielen konzipiert. Sie bietet Platz für bis zu 2880 Zuschauer.

## Statistiken

### Herren

#### Zuschauer
| Jahr    | Liga                 | ø   |
| ------- | -------------------- | --- |
| 2016/17 | Div 1 Östra Svealand | 315 |

#### Topscorer
| Jahr    | Liga                 | Name              | Sp | T  | A  | P  |
| ------- | -------------------- | ----------------- | -- | -- | -- | -- |
| 2016/17 | Div 1 Östra Svealand | Viktor Strömquist | 22 | 14 | 31 | 45 |